# Ilija Džuvalekovski
Ilija Džuvalekovski (kyrillisch Илија Џувалековски; * 20. Dezember 1915 in Prilep, Mazedonien; † 18. Oktober 2004 in Skopje, Mazedonien) war ein jugoslawischer Schauspieler.

## Leben und berufliche Tätigkeit
Dzuvalekovsky absolvierte die Musikakademie in Belgrad. Während des Zweiten Weltkriegs schloss er sich dem Theater der Nationalen Befreiung unter der Leitung von Vjekoslav Afrić an. Danach ging er nach Moskau, wo er ab 1944 als Mitglied der Redaktion und als Ansager des mazedonischsprachigen Radiosenders Slobodna Jugoslavija arbeitete.
Nach der Rückkehr in seine Heimat arbeitete er als Schauspieler am Mazedonischen Nationaltheater. Anfang der 1960er Jahre zog er nach Zagreb. Dort arbeitete er als Schauspieler des Kroatischen Nationaltheaters, des Komedija-Theaters. Das Theaterpublikum wird ihn für seinen Auftritt im Musical „Fiddler on the Roof“ in Erinnerung behalten. Seit 1967 arbeitete er an der Akademie für Theater, Film und Fernsehen, wo er die Abteilung für Schauspiel in mazedonischer Sprache leitete.
Nach seiner Karriere in Zagreb kehrte er 1972 nach Mazedonien zurück und arbeitete in Skopje als Professor an der Fakultät für dramatische Kunst. Darüber hinaus trat er in Theater, Film und Fernsehen auf. Dzuvalekovsky hat in etwa 60 Filmen mitgewirkt.
Er trat in einigen wenigen internationalen Filmen auf. Karl-May- und Winnetou-Freunden dürfte er als Banditen-Chef Curly-Bill aus dem Winnetou-Film „Winnetou und das Halbblut Apanatschi“ bekannt sein.